# Mariano Cuenco

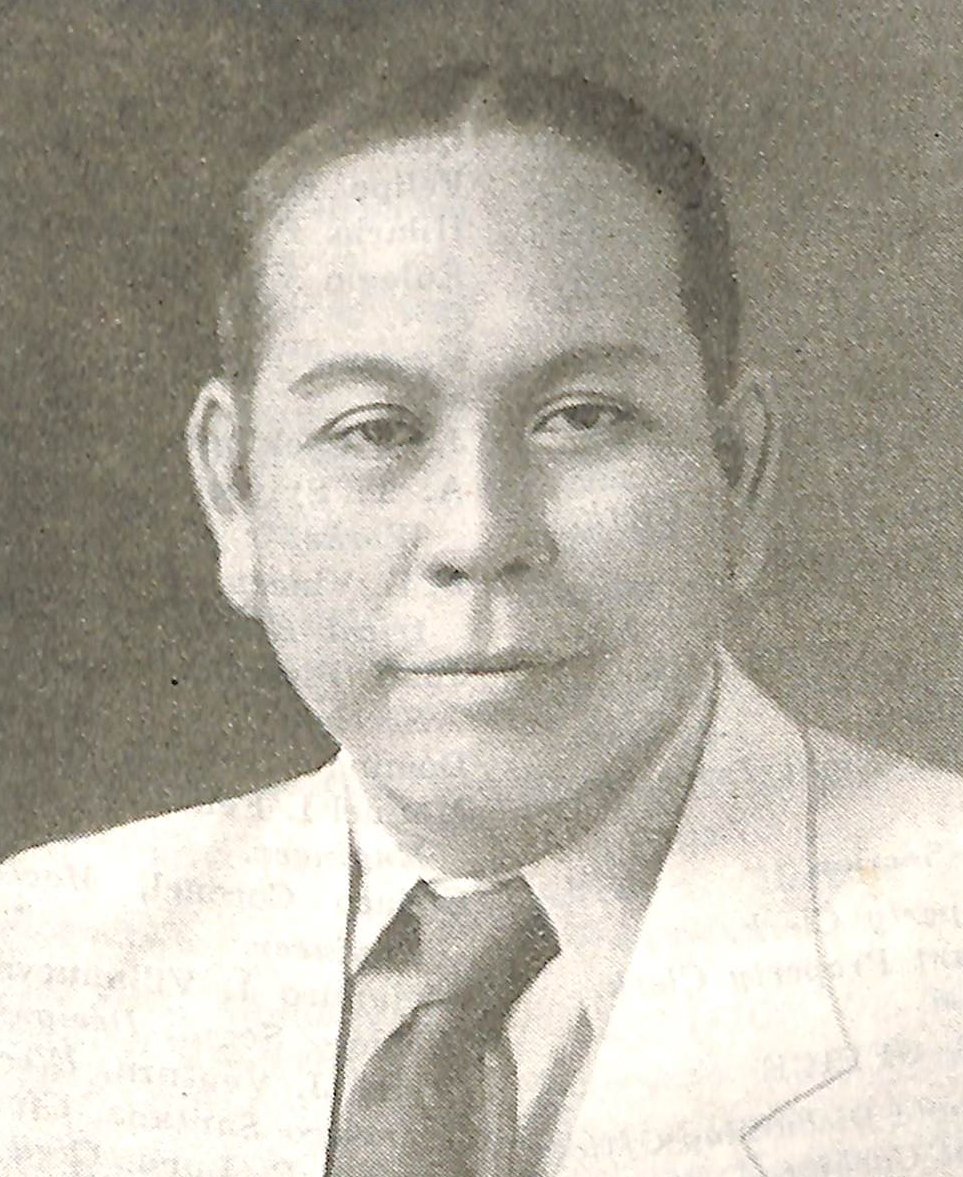
Mariano Cuenco

 Mariano Jesus Diosomito Cuenco (Carmen, 16 januari 1888 – 25 februari 1964) was een Filipijns politicus en schrijver. Cuenco was achtereenvolgens lid van het Filipijns Huis van Afgevaardigden, gouverneur van de provincie Cebu, Minister van Publieke Werken en Communicatie en lid van de Filipijnse Senaat. Van 1949 tot 1951 was hij president van de Senaat van de Filipijnen.

## Biografie
Cuenco was een van de zestien kinderen van Mariano Albao Cuenco en Remedio Lopez Diosomito. Zijn vader was een dichter en leraar afkomstig uit Capiz die later in Cebu zou gaan werken als journalist. Ook werkte hij kort na de eeuwwisseling als griffier voor de Amerikaanse rechter Carlock. Rond die tijd begon hij Imprenta Rosario, een uitgever van diverse kranten en later deed hij eenmaal onsuccesvol mee aan de gouverneursverkiezingen van Cebu. Zijn moeder was Remedio Lopez Diosomito, afkomstig uit Naic in de provincie Cavite. Zij nam na de dood van haar man de leiding van Imprenta Rosario op zich. Slechts vier van de zestien kinderen van Mariano en Remedio bereikten de volwassen leeftijd. Naast Mariano Jesus, waren dit zijn broers José Maria Cuenco, de latere aartsbisschop van Jaro en Miguel Cuenco, later lid van het Filipijns Huis van Afgevaardigden namens Cebu en zijn zus Dolores Cuenco Borromeo.
Cuenco studeerde aan het Colegio de San Carlos in Cebu, waar hij in 1904 een Bachelor of Arts-diploma behaalde. In 1911 behaalde hij bovendien zijn rechtendiploma aan Escuela de Derecho. Twee jaar later slaagde hij voor het toelatingsexamen van de Filipijnse balie (bar exam).
Nog voor het behalen van het toelatingsexamen werd hij bij in 1912 gekozen als lid van het Huis van Afgevaardigden namens het 5e kiesdistrict van Cebu. In 1916, 1920 en 1924 werd hij herkozen. Aansluitend op zijn laatste termijn als afgevaardigde volgde in 1928 een verkiezing tot gouverneur van de provincie Cebu. Deze positie zou hij tot 1934 bekleden. In datzelfde jaar was hij een van de deelnemers aan de Constitutionele Conventie, waar de Filipijnse Grondwet van 1935 werd ontworpen. Van 1936 tot 1939 was Cuenco minister van Publieke Werken en Communicatie. In 1938 was hij bovendien tijdelijk minister van Landbouw en Handel en Werk.
Bij de verkiezingen van 1941 werd Cuenco gekozen als senator. Door de uitbraak van de Tweede Wereldoorlog was hij pas na de Japanse bezetting vanaf de verkiezingen van 1946, toen hij opnieuw werd gekozen, daadwerkelijk lid van de Senaat. De laatst drie jaar van zijn eerste senaatstermijn was Cuenco Voorzitter van de Senaat en Voorzitter van de Commissie van Benoemingen. In zijn termijn werden op zijn initiatief veel hervormingen doorgevoerd hetgeen resulteerde in een veel efficiënter Filipijns Congres.
In 1951 slaagde hij er als lid van de Liberal Party bij de senaatsverkiezingen niet in herkozen te worden voor nieuwe termijn, doordat de kandidaten van de Nacionalista Party alle kandidaten van de Liberal Party wisten te verslaan. In 1953 probeerde hij het opnieuw en ditmaal als lid van de Nacionalista Party was hij wel succesvol. Zes jaar later werd hij bij de verkiezingen van 1959 herkozen. Zijn laatste termijn eindigde voortijdig toen hij in 1964 overleed.